# 扬兮镇诗篇
《扬兮镇诗篇》是中国作家许言午的一部长篇小说，2024年10月由北京十月文艺出版社初版。小说以20世纪80年代早期至21世纪初的浙西小镇扬兮镇为背景，描写了三代人、五个家庭、十多位主要人物的爱恨情仇，展现了一个传统与现代碰撞、孤独与诗意共存的乡土世界。

## 情节
故事设定在扬兮河畔、群山环抱的小镇扬兮镇。主人公张咏出身一个破碎家庭，父亲江文泉原本是镇医院总务科副主任，因为和妇产科护士苏冬丽搞婚外情而离婚。母亲张瑛将儿子改姓为“张”，独自摆摊挣钱抚养他，而聪敏的张咏从小成绩优异。丁晓颜则是金牌牙医丁远鹏之子，外祖母丁老太是退休小学老师。胡美兰是国营面店烧饼师傅胡运开之子，与丁远鹏结合后婆媳关系一直不佳。晓颜生性愚钝不善读书，不如姐姐晓虹受父母喜爱。
一次镇里的前中学英语老师、因婚外情发疯的姚迎春当中脱衣，丁晓颜上前维护她，而张咏则出手教训了两个小流氓。丁张二人从此开始了密切交往。丁晓颜一直在外公的烧饼房当帮手，之后又搬离了母亲家，担负起照顾胡运开的责任。苏东丽因为婚后无子，渐渐的把母爱倾注在了张咏的身上，张咏特别爱吃苏煮的米羹。张咏去了杭州念大学，一直和丁晓颜书信联系，每次回到小镇，二人的感情就越发热烈。张瑛妒忌苏东丽与张咏的融洽关系，一次在去磨米浆时大骂撞见了苏，大骂后者，闹出一场风波。
扬兮镇拆迁前夜，丁晓颜死于老宅电路老化所引发的烟气中毒。张咏在城市里无法摆脱孤独和空虚，他最终回到了故乡扬兮镇，开办了民宿“春晓居”。

## 主题
“《唐诗三百首》每一首都很孤单”，小说将丁晓颜的命运与唐诗的相联系，着力表现了人的孤独。她的“愚钝”是对世俗的反抗，其生活好比“野渡无人舟自横”，自由自在。她的意外死亡，象征传统乡村生活的逝去。张咏后来的回归带有赎罪色彩，然而他始终无法真正理解丁晓颜的诗意世界。
烙饼、行医、修表等辛苦的劳作，是扬兮镇居民的生存哲学，是他们反抗生活困顿的方式。丁晓颜的烧饼铺则不仅是谋生手段，也象征着“耐心而长久的创造”，与许言午笔下艺术家的“安静劳作”产生互文性，突出平凡人韧性的力量。
作者一方面批判乡镇社会传统价值观的封闭落后，另一方面也反思现代性对乡土情感的破坏。张咏的逃离与返乡、丁晓颜的坚守与死亡，构成了对故乡的双向凝望：既慨叹物理空间的消逝，也呼唤文化精神的重归。

## 风格
小说以“诗篇”为名，既指丁晓颜以平凡生活书写生命诗意，也隐藏着对汉语文学传统的致敬。作者在叙事中融入古典诗歌的意境，如形容丁晓颜为“扬兮河上的浮光”，美丽易逝，呼应了“逝者如斯”的感慨。评论家韩敬群认为小说传承了自《西洲曲》到《边城》的诗意风格，有着“含蓄、节制、不张扬，以及恰到好处的留白”。
小说注重提炼日常生活，既受到陶渊明“质而实绮，癯而实腴”的启发，又以苏轼式的冲淡笔意呈现，将泥泞中的高贵与晶莹娓娓道来。作者自称，其美学追求在于“平实朴素而非贫瘠”，试图在烟火气中挖掘诗意。
小说采用“散点透视”手法，以丁晓颜为中心辐射出一幅人物群像，如同一幅徐徐展开的《清明上河图》。书中既有胡美兰送女求学的时代剪影，也有苏冬丽坚守故土的孤独身影。这种策略通过个体命运的碎片，拼贴出社会变迁的全貌。
时间上，小说采取非线性叙事，丁小杏的逃离与丁晓颜的留守形成代际对照，暗示城乡巨变下个体选择的复杂性。空间上，扬兮镇与杭州相对峙：小镇象征“情感故乡”，而省城代表现代性的诱惑与异化。张咏的堕落与丁晓颜的安然形成反差，表现了作者对“心安何处”的追问。

## 出版
该书由北京十月文艺出版社于2024年11月初版。总编辑韩敬群称，出版前曾制作试读本请多位专家阅览，为不知名作者的书做试读本，在该社是头一回。11月3日，该书的首发会在北京SKP书店举办，人民文学出版社前社长潘凯雄、《文艺报》副总编岳雯、韩敬群和作者出席。